# El gato grande (Visscher)

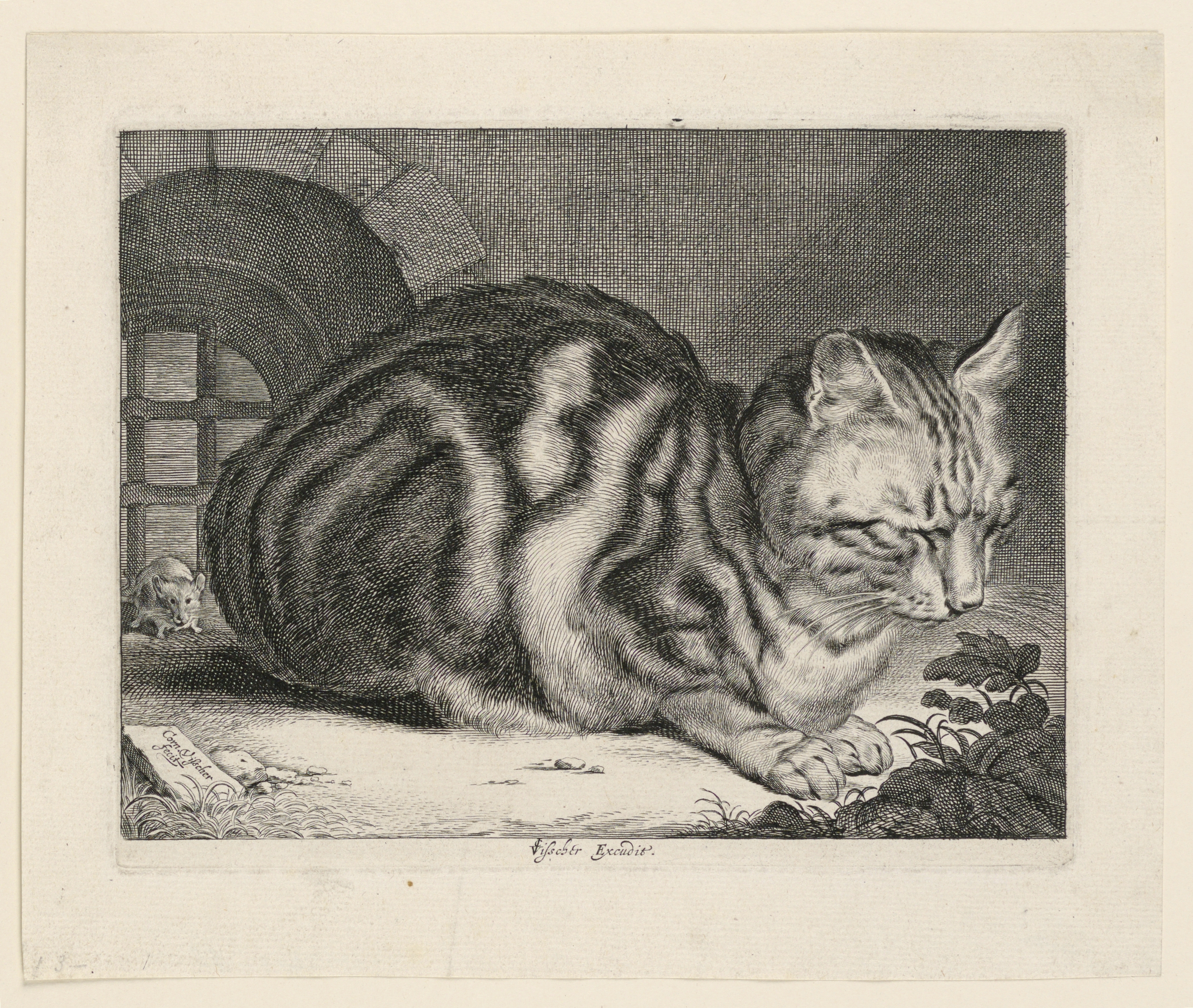
El gato grande, grabado de Cornelis Visscher, 1657.

El gato grande, también conocido como gato durmiendo, es un grabado de 1657 del artista holandés Cornelis Visscher (1629-1658). Se conocen dos estados. Mide 14,3 centímetros × 18,7 centímetros.
El grabado de Visscher representa a un gato atigrado agazapado en reposo, mirando hacia unas plantas que se ven en silueta en la parte inferior derecha. El encuadre es muy cercano, el gato casi llena el marco. Visscher expresa con maestría la rigidez de los bigotes y la suavidad de su pelaje. Un ratón emerge a través de los barrotes de una ventana arqueada a la izquierda detrás del gato. En una piedra en la parte inferior izquierda se lee "Corn. Visscher fecit", y la leyenda del grabado dice "CJVisscher Excudit". Es posible que la representación de Visscher de un gato dormido, ignorando al ratón que se arrastra detrás de él, esté aludiendo a un versículo bíblico, Proverbios 19:15, que dice que "la pereza sume en un profundo sueño, y el alma ociosa padecerá hambre".
En 1883 se vendió un dibujo preparatorio, pero se ha perdido. Se conservan copias de la impresión en muchas colecciones públicas. Un ejemplo de la impresión original se vendió en Christie's en 2009 por 1,125 libras y uno en Bonhams en octubre de 2018 por 3,125 dólares.